# Campionati mondiali di sci nordico 2017 - Gara a squadre dal trampolino lungo (salto con gli sci)
La gara a squadre dal trampolino lungo maschile. di salto con gli sci ai Campionati mondiali di sci nordico 2017 si è svolta il 4 marzo 2017.

## Risultati
La finale è iniziata alle 17:15 .
| Posizione | Pettorale | Nazione                                                                           | Round 1 Distanza(m)     | Round 1 Punti                 | Round 1 Posizione | Round 2 Distanza(m)     | Round 2 Punti                 | Round 2 Posizione | Punti totali                   |
| --------- | --------- | --------------------------------------------------------------------------------- | ----------------------- | ----------------------------- | ----------------- | ----------------------- | ----------------------------- | ----------------- | ------------------------------ |
| 1         | 12        | Polonia Piotr Żyła Dawid Kubacki Maciej Kot Kamil Stoch                           | 130.5 129.0 130.5 130.5 | 591.9 143.4 143.2 151.9 153.4 | 1                 | 123.0 119.5 121.5 124.5 | 512.3 128.3 124.4 124.2 135.2 | 2                 | 1104.2 271.7 267.6 276.1 288.8 |
| 2         | 8         | Norvegia Anders Fannemel Johann André Forfang Daniel-André Tande Andreas Stjernen | 131.0 126.5 126.0 127.5 | 564.3 141.0 137.9 139.7 145.7 | 4                 | 112.5 138.0 126.0 125.5 | 514.2 111.8 136.6 131.2 134.6 | 1                 | 1078.5 252.8 274.5 270.9 280.3 |
| 3         | 11        | Austria Michael Hayböck Manuel Fettner Gregor Schlierenzauer Stefan Kraft         | 130.0 126.5 124.0 134.0 | 574.5 140.9 137.5 134.5 161.6 | 2                 | 118.5 121.0 113.5 126.0 | 494.4 119.1 122.4 111.2 141.7 | 3                 | 1068.9 260.0 259.9 245.7 303.3 |
| 4         | 10        | Germania Markus Eisenbichler Stephan Leyhe Richard Freitag Andreas Wellinger      | 130.5 124.5 128.5 130.5 | 573.1 140.4 134.7 145.2 152.8 | 3                 | 130.5 103.5 124.0 119.0 | 479.8 140.7 89.5 126.3 123.3  | 4                 | 1052.9 281.1 224.2 271.5 276.1 |
| 5         | 9         | Slovenia Jurij Tepeš Anže Lanišek Jernej Damjan Peter Prevc                       | 123.5 121.0 120.0 127.5 | 516.9 112.4 129.9 128.5 146.1 | 5                 | 106.5 112.0 113.0 117.5 | 424.7 95.1 106.8 103.8 119.0  | 7                 | 941.6 207.5 236.7 232.3 265.1  |
| 6         | 4         | Finlandia Jarkko Määttä Ville Larinto Antti Aalto Janne Ahonen                    | 120.5 114.0 122.0 116.0 | 485.6 121.2 113.1 129.9 121.4 | 8                 | 117.0 114.5 112.0       | 440.9 114.1 109.6 109.8 107.4 | 5                 | 926.5 235.3 222.7 239.7 228.8  |
| 7         | 6         | Giappone Taku Takeuchi Ryōyū Kobayashi Noriaki Kasai Daiki Itō                    | 120.0 114.5 119.0 119.0 | 487.6 119.4 113.9 124.8 129.5 | 7                 | 115.5 119.0 105.0 114.0 | 435.1 111.9 112.8 92.9 117.5  | 6                 | 922.7 231.3 226.7 217.7 247.0  |
| 7         | 5         | Rep. Ceca Viktor Polášek Tomáš Vančura Jakub Janda Roman Koudelka                 | 125.0 114.5 120.0 119.5 | 498.7 129.7 114.7 126.3 128.0 | 6                 | 117.0 109.0 115.5 113.0 | 424.0 112.0 92.4 108.5 111.1  | 8                 | 922.7 241.7 207.1 234.8 239.1  |
| 9         | 7         | Russia Alexey Romashov Denis Kornilov Dmitrij Vasil'ev Evgenij Klimov             | 118.5 113.0 118.0 108.5 | 473.4 116.2 108.4 121.0 127.8 | 9                 | DNQ                     | DNQ                           | DNQ               | DNQ                            |
| 10        | 3         | Svizzera Gregor Deschwanden Adrian Schuler Killian Peier Simon Ammann             | 114.5 106.0 114.0 123.5 | 453.0 105.5 96.6 114.0 136.9  | 10                | DNQ                     | DNQ                           | DNQ               | DNQ                            |
| 11        | 2         | Stati Uniti Casey Larson William Rhoads Michael Glasder Kevin Bickner             | 93.0 107.0 108.0 105.5  | 365.1 64.8 99.1 101.0 100.2   | 11                | DNQ                     | DNQ                           | DNQ               | DNQ                            |
| 12        | 1         | Kazakistan Roman Nogin Alexey Korolev Nikolay Karpenko Ilya Kratov                | 75.0 83.5 81.0 87.5     | 192.3 29.4 53.2 45.4 64.3     | 12                | DNQ                     | DNQ                           | DNQ               | DNQ                            |